# Кафедральний собор Панагія Спілеотиса
Кафедральний собор Панагія Спілеотиса (грец. Ο Ιερός Μητροπολιτικός Ναός Κέρκυρας Υπεραγίας Θεοτόκου Σπηλαιωτίσσης) — головний православний храм міста Керкіра, розташованого на острові Керкіра, Греція.

## Історія
Назва собору перекладається як «храм Богородиці в печерах», на честь ікони, яка зберігається в церкві. Церква присвячена також Святому Власію та Блаженній Феодорі — дружині візантійського імператора Феофіла, в період іконоборства.
Церква побудована в 1577 році на місці церкви святого Власія. Назва собору змінилася під час правління островом британцями.
Собор є базилікою та побудований у ренесансному стилі з фасадом темно-рожевого (фіолетового) кольору. У 1841 році нава церкви була значно роширена та відтоді церква стала кафедральним собором місцевої єпархії.
До входу собору, який розташований в районі Нової фортеці, майже від Площі Спілія ведуть мармурові сходи.

## Реліквії, які зберігаються в храмі
В церкві в срібному саркофазі зберігаються обезголовлені мощі візантійської імператриці Блаженної Феодори, які була перенесені туди з Константинополя, разом з мощами Святого Спиридона (зберігаються в Соборі Святого Спиридона).
В церкві зберігається давні візантійські ікони, найдавнішою з яких є двостороння ікона Панагія Дімосіана, написана наприкінці 14 століття — початку 15 століття, та інші ікони відомих іконописців, таких як Михайло Дамаскін (Панагія, Агіос Георгіос), Еммануїл Тзанес.

## Церковні свята
Урочиста хода на честь Блаженної Феодори проходить у першу неділю Великого посту. Окрім того в церкві роздаються шматки кавуна на згадку про святого Власіоса, який створив диво врятувавши дітей острова (зцілив від смертельної хвороби). На честь Святого Власія в церкві святкується 11 лютого.

## Галерея

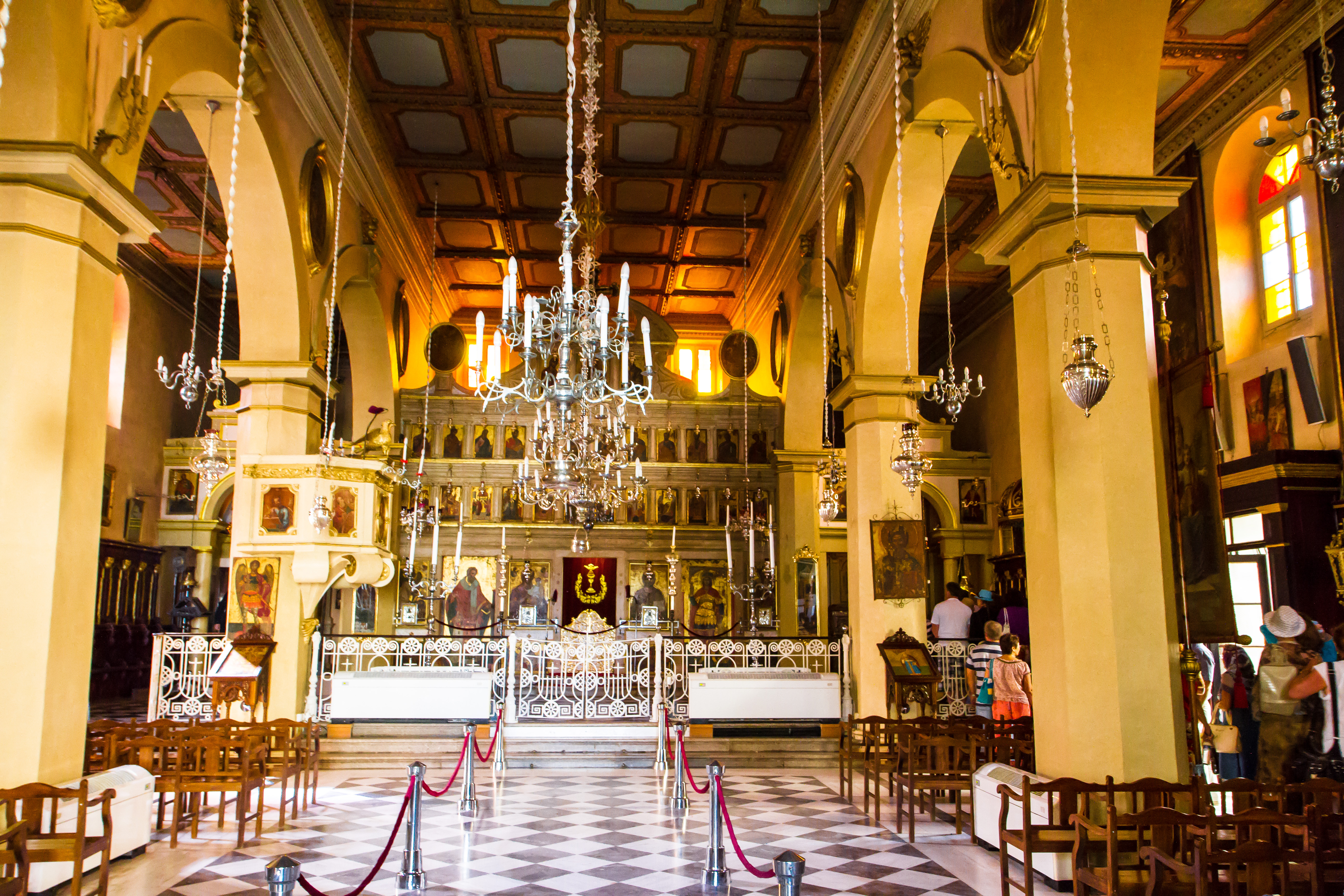
Загальний вигляд інтер'єру
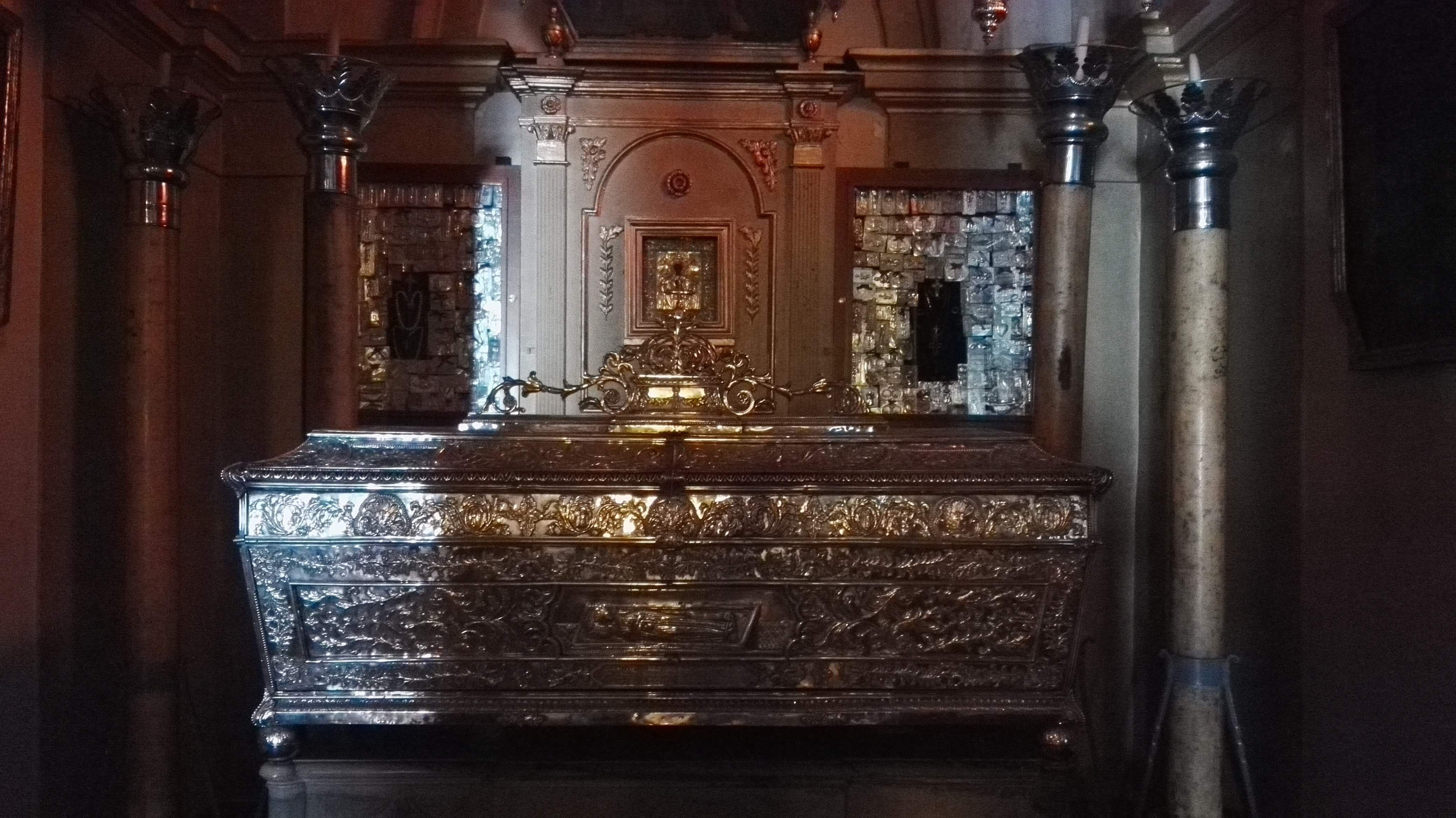
Саркофаг з мощами Блаженної Феодори
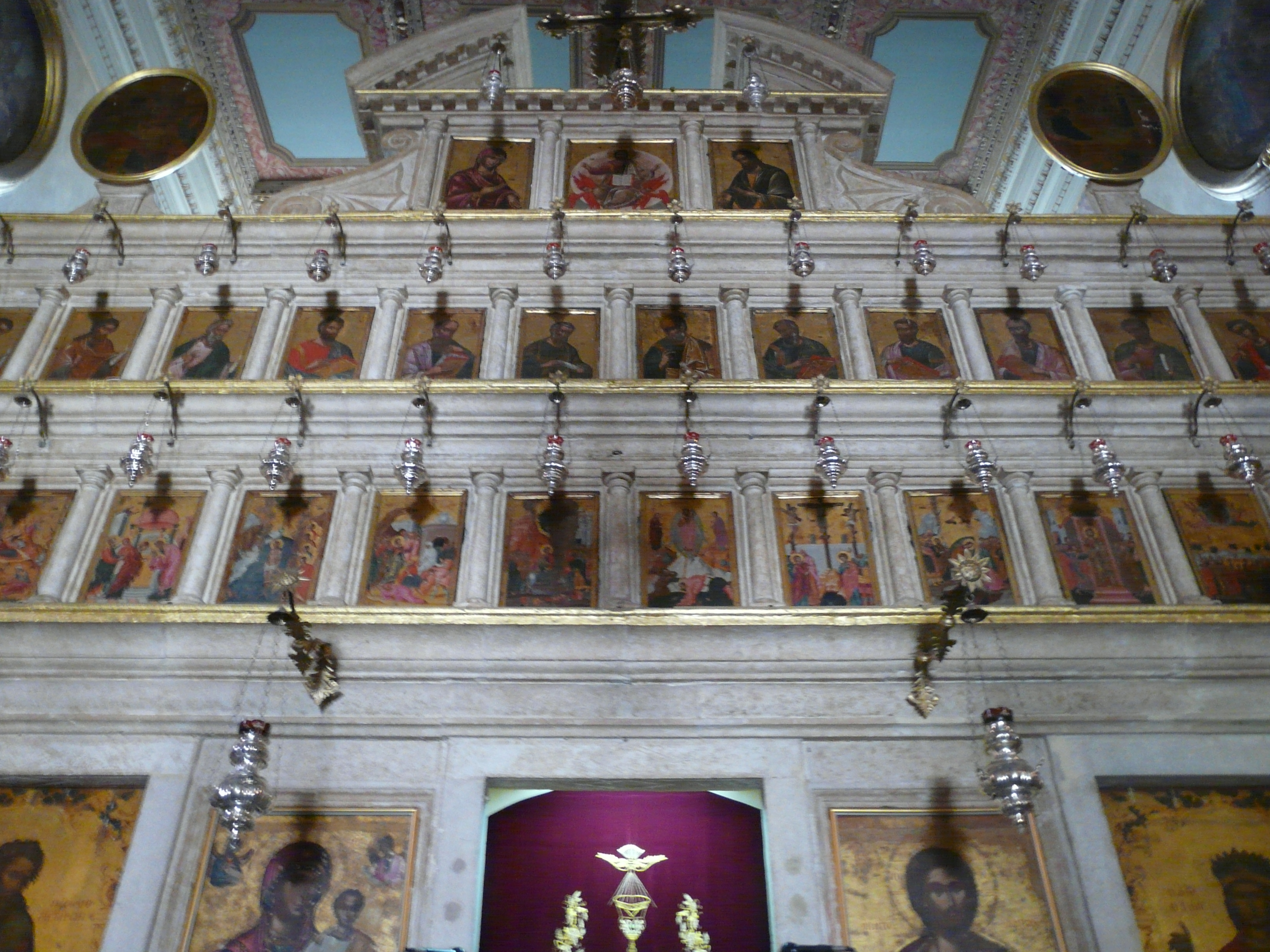
Іконостас (верхня частина)
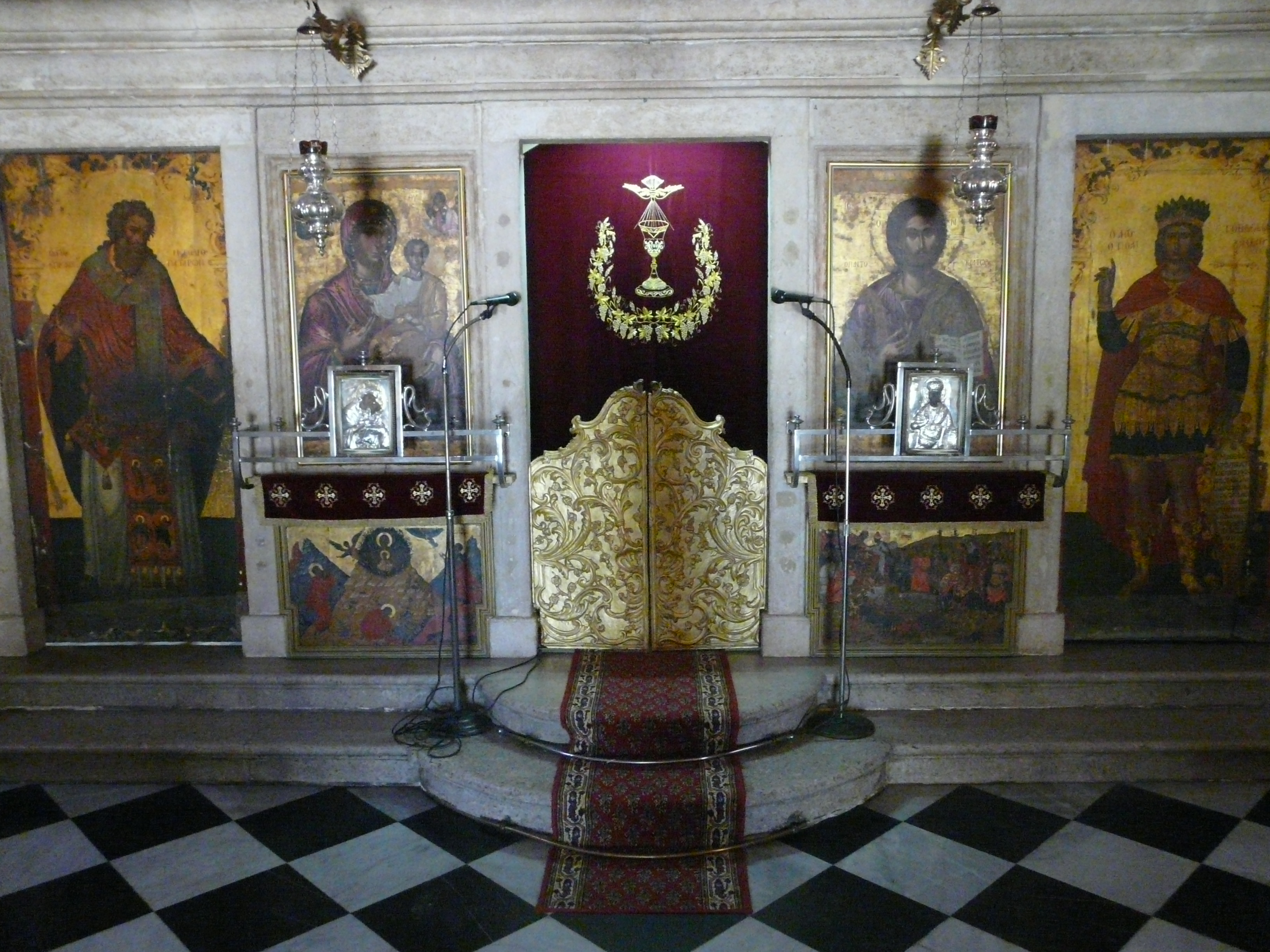
Нижня частина іконостасу
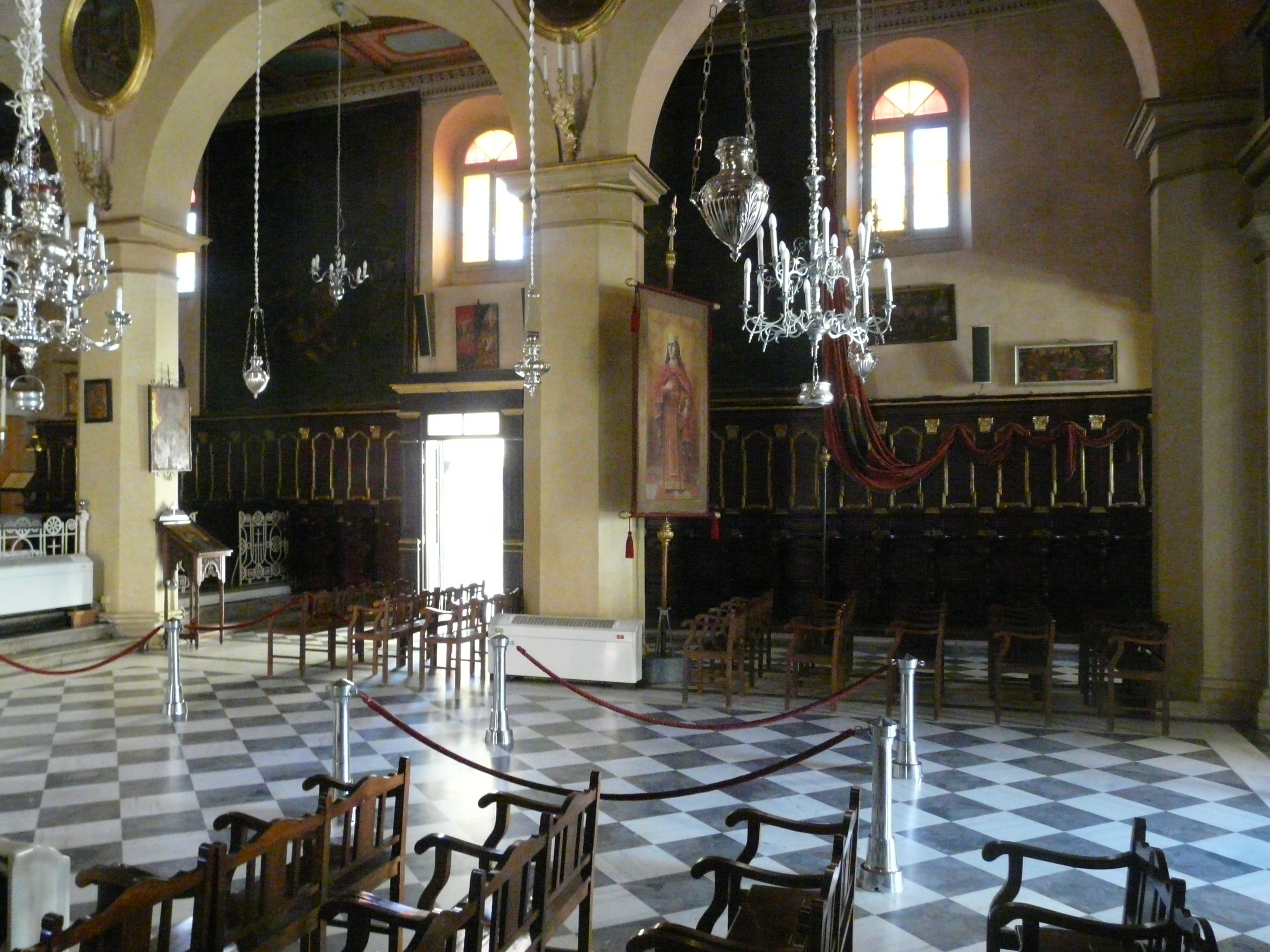
Інтер'єр